# 孫桓
孫桓（198年—3世紀），字叔武，吳郡富春人，孫河的三子，是東漢末期及三國時期東吳宗室將領。孫桓深得東吳將領兵士信任，深得兵心。在夷陵之战跟隨大都督陸遜抵禦劉備伐吳大軍，差點生擒劉備。

## 生平

### 宗室顏淵
孫桓儀態容顔端正，懷有器量和聰明，博學又有強記憶力，又能夠議論應對的能力，孫權經常稱呼他爲宗室顏淵。
建安二十四年（219年），隨呂蒙、蔣欽、潘璋等人參與了襄樊之戰。在華容討伐關羽，後招降關羽的餘眾，得五千人以及大量牛馬器械。

### 士固奮仁
黃武元年（222年），孫桓時年二十五歲，拜安東中郎將，跟隨陸遜對抗進擊東吳的劉備。劉備率領眾多兵眾進攻，滿山都是蜀軍，孫桓投掉手中的刀也奮戰到底。當時，孫桓在夷陵討伐劉備的前鋒，但被劉備所圍困，向陸遜求救，陸遜卻回應不可以，但眾將說：“孫安東是宗室族侄，看見他被圍困，為什麼不救他呢？”陸遜說道：“安東（指安東中郎將的孫桓）很得士兵的信任，城防堅固糧草充足，不需要擔憂。等我實施計策之後，就算我不去救孫桓，孫桓的圍困也會解困。”之後陸遜施展大計策，劉備果然潰逃。孫桓後來見到陸遜說：“我之前實在抱怨你不前來救我，直到今日，才知道你自有指揮調度的良策。”之後與陸遜等協力擊破蜀軍，劉備兵敗逃走，孫桓截擊差點就可生擒劉備。劉備更忿恨地感嘆：「吾昔初至京城，桓尚小兒，而今迫孤至此也！」戰後孫桓因功拜建武將軍，封丹徒侯，督軍牛渚，修築橫江塢，期間逝世。

## 三國演義
在夷陵之戰初登場，與朱然一起在秭归城迎擊劉備，被關興、張苞攻下了城池，被斬了數名部下將領。陸遜登壇拜將成為大都督，繼續在夷陵城進行防衛戰。與朱然的下場不同，他并沒有戰死。

## 親屬

### 兄弟
- 孫助，孫河長子，孫桓之兄，官至曲阿長，早卒。
- 孫宜，孫河次子，孫桓之兄，官至海鹽長，早卒。
- 孫俊，孫河四子，孫桓之弟，三國時東吳定武中郎將，駐薄落。
- 孫韶，孫河之侄，孫桓之堂兄。

## 評價
- 陈寿：夫亲亲恩义，古今之常。宗子维城，诗人所称。况此诸孙，或赞兴初基，或镇据边陲，克堪厥任，不忝其荣者乎！故详著云。
- 劉備：吾昔初至京城，桓尚小儿，而今迫孤乃至此也！
- 孫權：为宗室颜渊。
- 陆逊：安东得士众心，城牢粮足，无可忧也。

## 延伸阅读
[在维基数据编辑]
 《三國志·卷51》，出自陳壽《三國志》